# Maison de lune de miel d'Elvis Presley
La Maison de Demain ou la maison de lune de miel d'Elvis Presley (House of Tomorrow ou Elvis Honeymoon Hideaway) est une maison-musée de style architecture moderne, construite en 1960 à Palm Springs (à 200 km à l'est d'Hollywood et de Los Angeles) dans le désert de Californie aux États-Unis. Elle est célèbre pour avoir été le lieu de lune de miel d'Elvis et Priscilla Presley après leur mariage du 1er mai 1967.

## Historique
Cette vaste demeure de 510 m² sur 2 étages, voisine de celle de Marilyn Monroe, est construite en 1960 avec une forme originale, sur un terrain de 2000 m², par l'architecte américain William Krisel (en), pour et par le couple de promoteur immobilier Robert et Helene Alexander (Alexander Construction Company (en)).

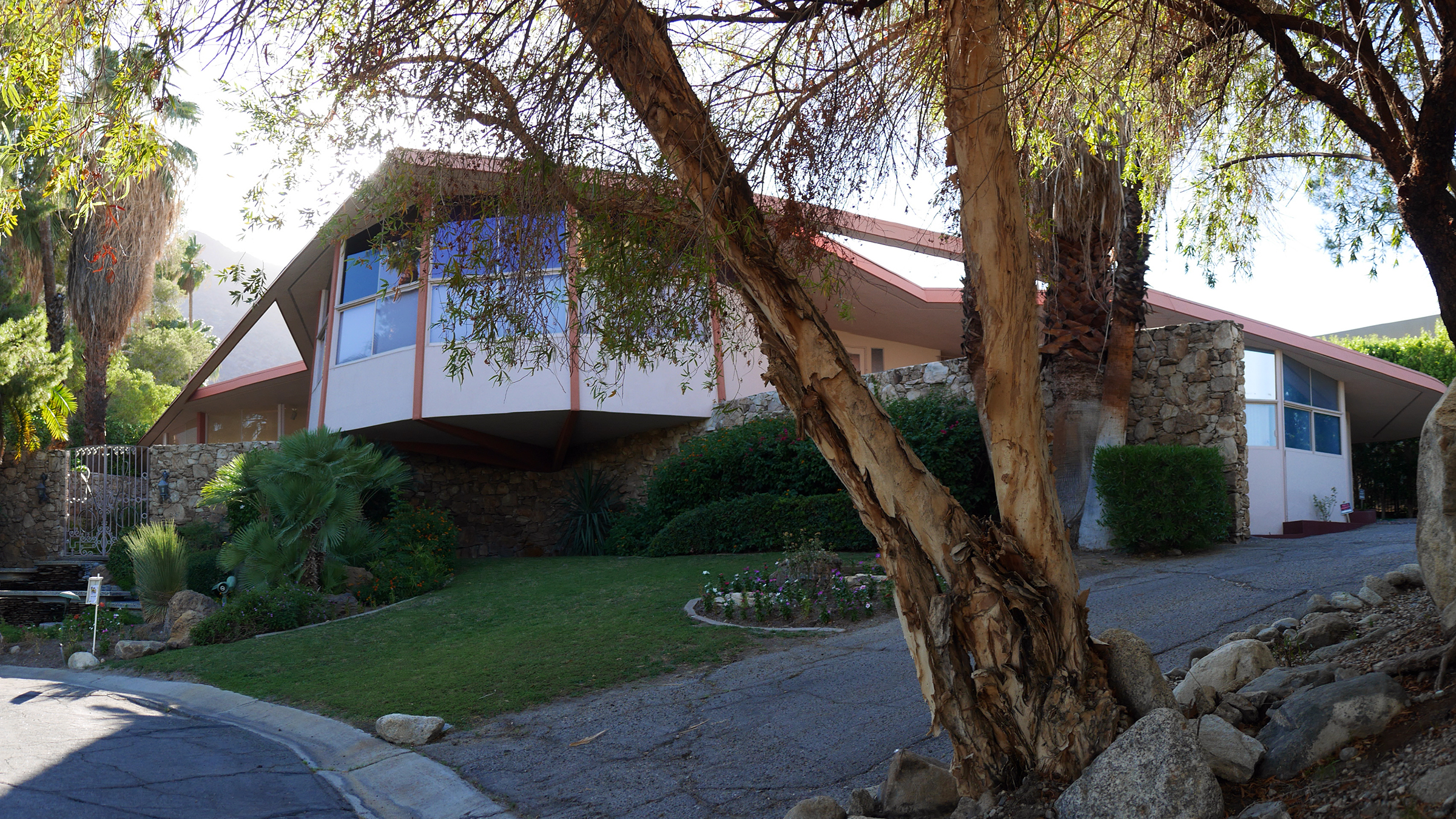
Coté rue
Coté jardin

Inspirée des styles architecture moderne, architecture californienne moderne, et Googie des années 1960, elle est construite avec des formes arrondies de décagones, des murs en pierre de lave et de vastes baies vitrées, quatre chambres, cinq salles de bains, et une piscine,.

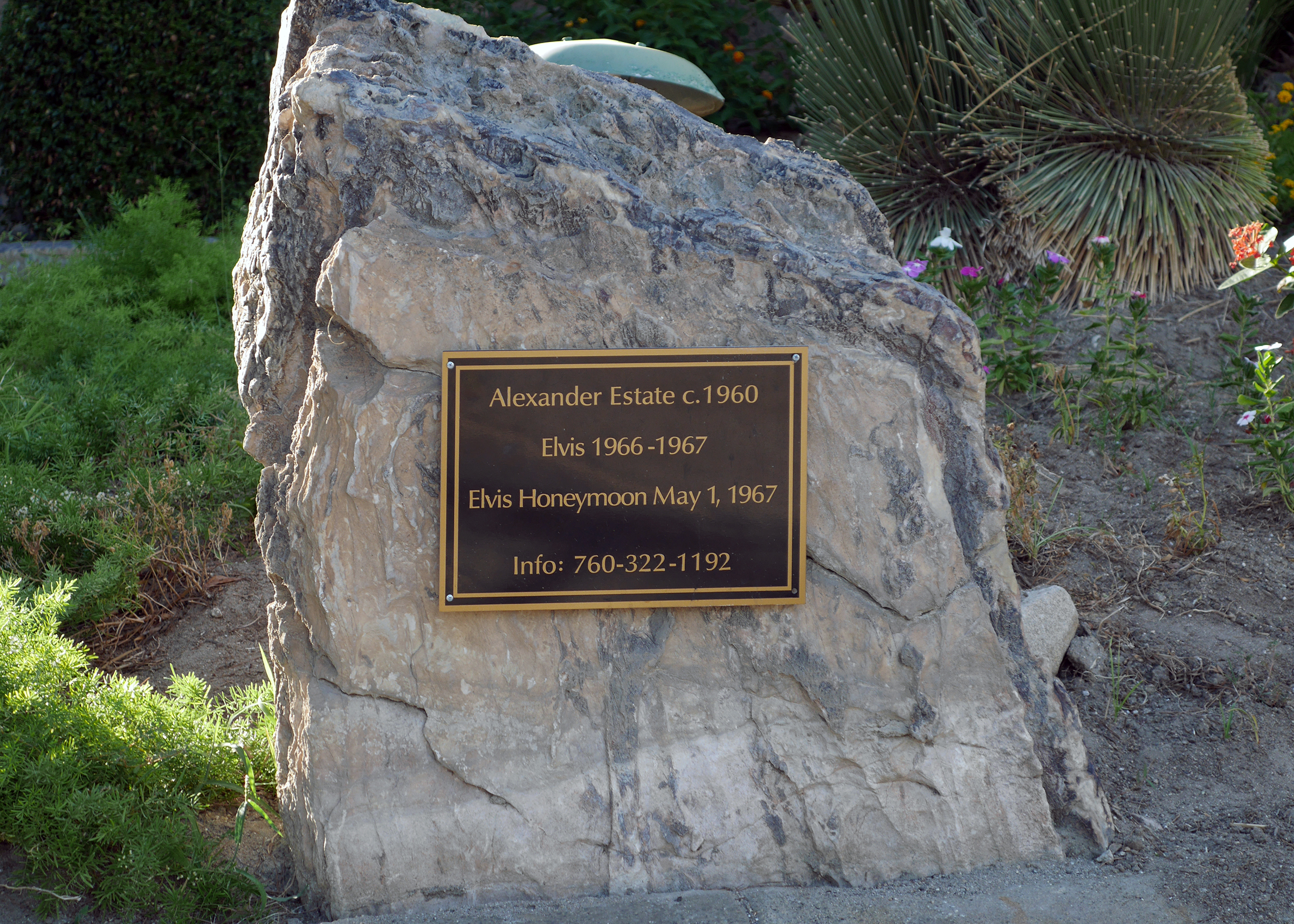
Plaque commémorative
Grand salon

La chambre principale du 2e étage offre une vue panoramique sur le Santa Rosa and San Jacinto Mountains National Monument voisin.

## Lune de miel d'Elvis Presley

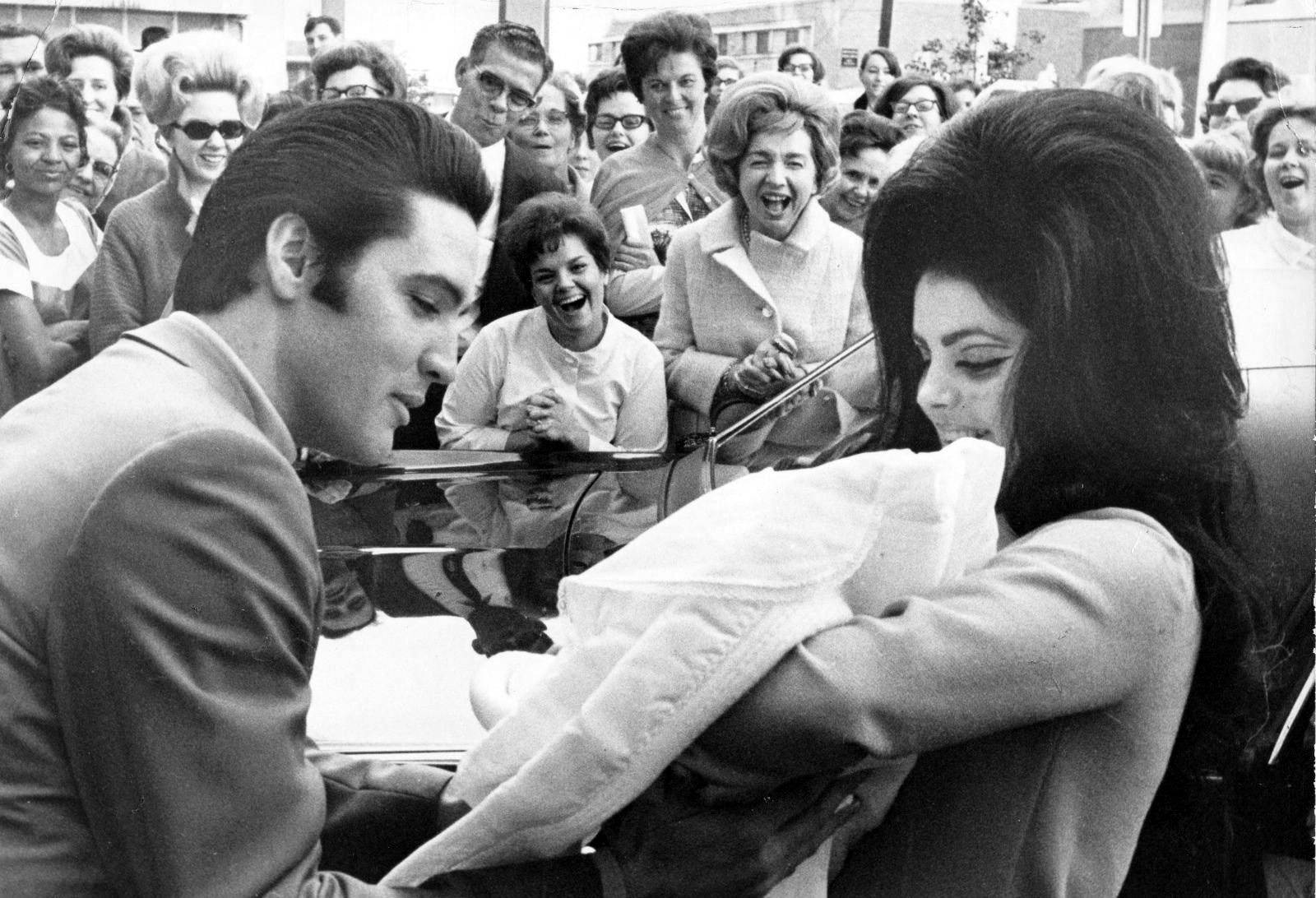
Elvis, Priscilla, et leur fille Lisa Marie Presley, en février 1968.

Elvis Presley (âgé de 31 ans), alors en tournage de films à Hollywood, loue cette maison pendant un an, en 1967, pour son mariage avec Priscilla Presley. Une fois les médias de l'époque avertis de leur présence par leur voisine Rona Barrett (en), ils s'envolent finalement pour se marier le 1er mai 1967 à l'hôtel Aladdin (casino) de Las Vegas, avant de revenir passer ici 4 jours de lune de miel, puis quelques week-end au cours de l'année suivante. Leur fille Lisa Marie Presley est née neuf mois plus tard, le 1er février 1968.

## Maison-musée Elvis Presley
La demeure a été acquise depuis par divers propriétaires, et entièrement restaurée d'origine dans les années 1990, puis en 2020, avec un décor reconstitué de musée Elvis Presley de l'époque de son séjour (avec guitares, juke-box, objets, livres, photos, disques, et affiches...). Cette maison-musée est ouverte au public pour des visites ou locations occasionnelles,. 